# المعبد الروماني
المعبد الروماني  هو معلم أثري تونسي مصنف من قبل المعهد الوطني للتراث يقع في ولاية نابل في الشمال التونسي، تحديدا في مدينة عين طبرنق تم تصنيف المعلم في يوم 19 مارس 1894.

## مقالات ذات صلة
- قائمة المعالم الأثرية المصنفة في تونس